# Médaille De Morgan

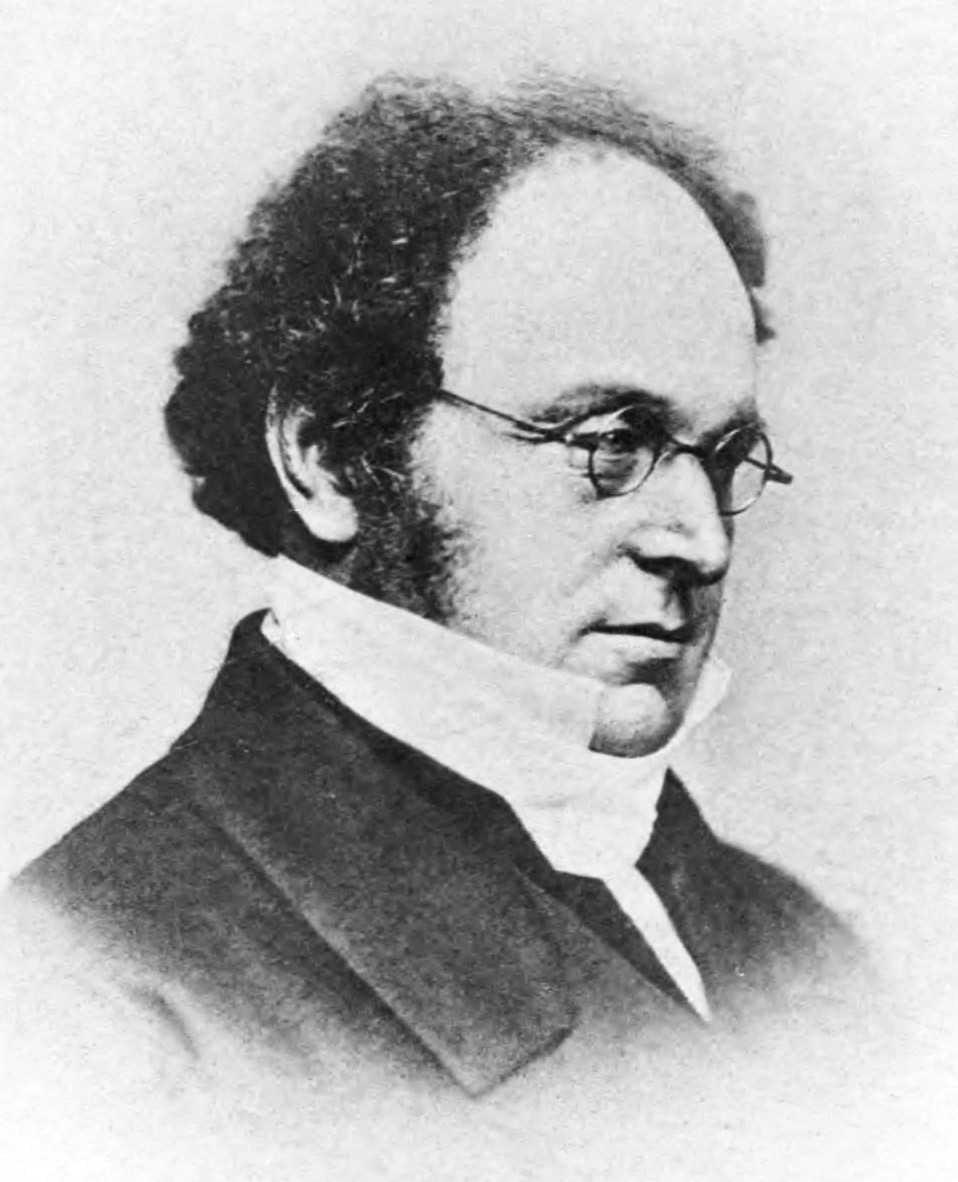
Auguste De Morgan, 1882.

La médaille De Morgan est attribuée tous les trois ans par la London Mathematical Society (LMS) afin de récompenser des mathématiciens s'étant illustrés dans ce domaine. Ce prix, le plus prestigieux accordé par la LMS, est nommé ainsi en l'honneur d'Auguste De Morgan, son premier président. La seule restriction pour obtenir ce prix est d'être résident du Royaume-Uni depuis au moins le 1er janvier de l'année d'attribution du prix.

## Lauréats
- 1884 Arthur Cayley
- 1887 James Joseph Sylvester
- 1890 Lord Rayleigh
- 1893 Felix Klein
- 1896 Samuel Roberts
- 1899 William Burnside
- 1902 A. G. Greenhill
- 1905 H. F. Baker
- 1908 J. W. L. Glaisher
- 1911 Horace Lamb
- 1914 J. Larmor
- 1917 William H. Young
- 1920 E. W. Hobson
- 1923 Percy A. MacMahon
- 1926 A. E. H. Love
- 1929 Godfrey Harold Hardy
- 1932 Bertrand Russell
- 1935 Edmund T. Whittaker
- 1938 J. E. Littlewood
- 1941 Louis Mordell
- 1944 Sydney Chapman
- 1947 George Neville Watson
- 1950 Abram S. Besicovitch
- 1953 E. C. Titchmarsh
- 1956 G. I. Taylor
- 1959 W. V. D. Hodge
- 1962 Max Newman
- 1965 Philip Hall
- 1968 Mary Cartwright
- 1971 Kurt Mahler
- 1974 Graham Higman
- 1977 C. Ambrose Rogers
- 1980 Michael Atiyah
- 1983 Klaus Roth
- 1986 J. W. S. Cassels
- 1989 David G. Kendall
- 1992 Albrecht Fröhlich
- 1995 Walter K. Hayman
- 1998 Robert A. Rankin
- 2001 James A. Green
- 2004 Roger Penrose
- 2007 Bryan John Birch
- 2010 Keith William Morton
- 2013 John Griggs Thompson
- 2016 Timothy Gowers
- 2019 Andrew Wiles[1].
- 2022 John M. Ball[2]